# Transportmulde

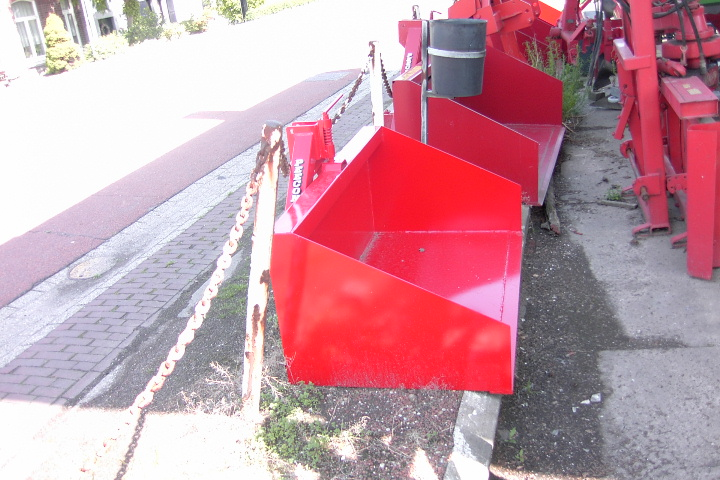
Transportmulde mit Kippmöglichkeit

Eine Transportmulde ist eine schaufelartige Transportbox für den Anbau in der Dreipunkthydraulik. Mit ihr können kleinere Gegenstände wie z. B. Weidezaunpfähle oder Steine beim Steinesammeln auf dem Feld transportiert werden. Es gibt kippbare Versionen („Kippmulden“), mit denen einfache Erdarbeiten verrichtet werden können.